# Hasan Isajew
Hasan Mursełow Isajew (bułg. Хасан Мурселов Исаев, ur. 9 listopada 1952 we wsi Biserci) – bułgarski zapaśnik. Złoty medalista olimpijski z Montrealu.
Walczył w stylu wolnym. Zawody w 1976 były jego jedynymi igrzyskami olimpijskimi. Wywalczył złoto w wadze do 48 kilogramów. Na mistrzostwach świata zwyciężył w 1974 i 1975, był drugi w 1973. Zdobył złoto mistrzostw Europy w 1973 i 1975. 